# Pessotschnoje (Kaliningrad, Bagrationowsk)
Pessotschnoje (russisch Песочное, deutsch Gallitten und Palpasch) ist der gemeinsame Name zweier ursprünglich eigenständiger Orte in der russischen Oblast Kaliningrad (Gebiet Königsberg (Preußen)) innerhalb der Gwardeiskoje selskoje posselenije (Landgemeinde Gwardeiskoje (Mühlhausen)) im Rajon Bagrationowsk (Kreis Preußisch Eylau).

## Geographische Lage
Pessotschnoje liegt nordöstlich der Rajonshauptstadt Bagrationowsk (Preußisch Eylau) und ist über Nadeschdino (Lampasch) und ab dort auf sehr unwegsamer Straße über Dubki (Neucken) zu erreichen. Eine Bahnanbindung besteht nicht.

## Geschichte
Das heutige Pessotschnoje vereint zwei ehemals selbständige Orte, die bis 1945 auch durch eine Kreisgrenze getrennt waren: gehörte Gallitten zum ab 1927 in Landkreis Bartenstein (Ostpr.) umbenannten Landkreis Friedland (Ostpr.), so war Palpasch seinerzeit dem Landkreis Preußisch Eylau zugeordnet. Heute sind beide im Rajon Bagrationowsk (Preußisch Eylau) vereint.

### Pessotschnoje/Gallitten (bis 1945)

#### Ort
Das ehemalige Gallitten ist noch heute ein weit verstreuter Ort und liegt von Bagrationowsk (Preußisch Eylau) acht Kilometer entfernt. Bis zu den ehemaligen Kreisstädten Prawdinsk (Friedland) und Bartenstein (heute polnisch: Bartoszyce) waren es 16 bzw. 25 Kilometer. Zwischen 1874 und 1929 war Gallitten in den Amtsbezirk Galben (russisch: Wischnjaki, nicht mehr existent) im Landkreis Bartenstein (Ostpr.) (bis 1927 Landkreis Friedland) im Regierungsbezirk Königsberg der preußischen Provinz Ostpreußen eingegliedert. 1910 waren hier 45 Einwohner registriert. Im Jahre 1911 vergrößerte sich Gallitten um Teile Galbens, die nach hier umgegliedert wurden.
Im Jahre 1929 wurde Gallitten namensgebender Ort des Amtsbezirks Gallitten in Umbenennung des Amtsbezirks Galben. Damals und bis 1945 waren noch die beiden Gemeinden Gallitten und Genditten (russisch: Kusnetschnoje, jetzt: Berjosowka) zugeordnet. Im Jahre 1933 betrug die Einwohnerzahl Gallittens 290, 1939 waren es 275. Zu Gallitten gehörte der Ortsteil Guwöhnen (russisch: Rjasanskoje, nicht mehr existent).
Infolge des Zweiten Weltkrieges kam Gallitten mit dem nördlichen Ostpreußen zur Sowjetunion. 1946 erhielt der Ort die russische Bezeichnung „Pessotschnoje“.

#### Kirche
Vor 1945 war der überwiegende Teil der Einwohner Gallittens evangelischer Konfession. Das Dorf war in das Kirchspiel Domnau (heute russisch: Domnowo) eingepfarrt und lag im Kirchenkreis Friedland (heute russisch: Prawdinsk), ab 1927 Bartenstein (heute polnisch: Bartoszyce), innerhalb der Kirchenprovinz Ostpreußen der Kirche der Altpreußischen Union. Der letzte deutsche Geistliche war Pfarrer Hans Hermann Engel.

### Pessotschnoje / Palpasch (bis 1945)

#### Ort
Das einstige Vorwerk Palpasch ist sieben Kilometer von Bagrationowsk (Preußisch Eylau) – der alten und jetzigen Kreisstadt – entfernt. Mit den Ortschaften Ellermühle und Rappeln (russisch: Rakitnoje, nicht mehr existent) war Palpasch bis 1945 ein Ortsteil von Neucken (heute russisch: Dubki) und gehörte somit zum Amtsbezirk Loschen (russisch: Lawrowo, nicht mehr existent) im Landkreis Preußisch Eylau im Regierungsbezirk Königsberg der preußischen Provinz Ostpreußen.
Als 1945 das nördliche Ostpreußen zur Sowjetunion kam, war auch Palpasch davon betroffen. 1946 erhielt es die russische Bezeichnung „Pessotschnoje“.

#### Kirche
Auch in Palpasch war vor 1945 die Bevölkerung überwiegend evangelischer Konfession. Das kleine Dorf gehörte zum Kirchspiel Schmoditten (heute russisch: Rjabinowka) im Kirchenkreis Preußisch Eylau (Bagrationowsk) innerhalb der Kirchenprovinz Ostpreußen der Kirche der Altpreußischen Union. Letzter deutscher Geistlicher war Pfarrer Max Kuehnert.

### Pessotschnoje (ab 1946)

#### Ort
Der aus den beiden früheren Ortschaften vereinte Ort Pessotschnoje war bis 2009 in den Nadeschdinski sowjet (Dorfsowjet Nadeschdino (Lampasch)) eingegliedert. Seither ist der Ort – nach einer Struktur- und Verwaltungsreform – eine als „Siedlung“ (russisch: possjolok) qualifizierte Ortschaft innerhalb der Gwardeiskoje selskoje posselenije (Landgemeinde Gwardeiskoje (Mühlhausen)) im Rajon Bagrationowsk.

#### Kirche
Während der Zeit der Sowjetunion kam das kirchliche Leben aufgrund staatlicher Verordnungen zum Erliegen. Erst in den 1990er Jahren bildeten sich in der Oblast Kaliningrad wieder evangelische Gemeinden, von denen die in Domnowo (Domnau) sowie die Dorfkirchengemeinde in Gwardeiskoje (Mühlhausen) am nächsten liegen. Beide sind Filialgemeinden der Auferstehungskirche in Kaliningrad (Königsberg) innerhalb der Propstei Kaliningrad der Evangelisch-lutherischen Kirche Europäisches Russland (ELKER).